# Gnoj Kopač
Gnoj Kopač (v izvirniku angleško Mulch Diggums) je izmišljen lik iz serije fantazijskih knjig o Artemisu Fowlu irskega pisatelja Eoina Colferja.

## Prvi del
V tem delu LEP Gnoja uporabi za napad na Artemisa. Čeprav je Gnoj ujetnik, se lahko tam svobodno giba. Gnoj je moral skopati rov pod zemljo in vlomiti v Artemisov dvorec. Tam je z močnim škratovskim prdcem podrl na tla Butlerja. Nato je pobegnil iz Fowlovega dvorca, ukradel nekaj zlata LEP in zbežal. General Koren je takrat popolnoma ponorel.

## Drugi del
V drugem delu stotnica Marjeta Mali najde Gnoja. Ta si je v Ameriki uredil razkošno stanovanje, za zabavo pa je zbiral oskarje. Skoraj je že zbral celotno zbirko, a so ga med vlamljanjem skoraj dobili psi vročekrvne jamajške igralke Maggie V. Nato se po dogodivščinah na površju vrne v podzemlje in LEP pomaga vlomiti v trdnjavo Opal Koboi. Po uspešni nalogi mu general Koren obljubi dva dni prednosti pri pobegu preden ga začne zasledovati.